# Aleksi Jaakkola
Aleksi Jaakkola (17 de noviembre de 1997) es un deportista de Finlandia que compite en atletismo. Ganó una medalla de bronce en el Campeonato Mundial de Atletismo Sub-20 de 2016, en la prueba de lanzamiento de martillo.